# جاك بلاند
جاك بلاند (بالإنجليزية: Jack Bland)‏ هو موسيقي أمريكي، ولد في 8 مايو 1899 في سيداليا في الولايات المتحدة، وتوفي في 1 أكتوبر 1968 في لوس أنجلوس في الولايات المتحدة.

## وصلات خارجية
- جاك بلاند على موقع IMDb (الإنجليزية)
- جاك بلاند على موقع ميوزك برينز (الإنجليزية)
- جاك بلاند على موقع أول ميوزيك (الإنجليزية)
- جاك بلاند على موقع ديسكوغز (الإنجليزية)